# Bolitogyrus newtoni
Bolitogyrus newtoni (лат.) — вид коротконадкрылых жуков рода Bolitogyrus из подсемейства Staphylininae
(Staphylinidae). Неотропика: Мексика (Chiapas), Гватемала (Suchitepéquez). Вид назван в честь американского энтомолога Альфреда Ньютона (Dr. Alfred (Al) Newton, FMNH, Field Museum of Natural History, Иллинойс, США), собравшего типовую серию.

## Описание
Длина около 1 см. Голова без центрального выступа; генитальные и абдоминальные сегменты VIII неотчётливо светлее предыдущих сегментов; апикальная половина абдоминальных стернитов грубой поперечной микроскульптурой. 
От близкого вида Bolitogyrus buphthalmus отличается чёрными пронотумом и головой с зеленовато-металлическим блеском; надкрылья чёрные с бронзовым блеском.
Антенномеры I–V усиков без плотного опушения; боковые части задних голеней без шипиков, только со щетинками; глаза сильно выпуклые и занимающие почти всю боковую поверхность головы. Обнаружен на гнилой древесине в лесах на высотах 1550–1676 м.
Вид был впервые описан в 2014 году датским колеоптерологом Адамом Брунком (Adam J. Brunke; Biosystematics, Natural History Museum of Denmark, University of Copenhagen,  Копенгаген, Дания). 